# Перехресненська сільська рада
| Перехресненська сільська рада — орган місцевого самоврядування у Верховинському районі Івано-Франківської області з адміністративним центром у с. Перехресне. Історична дата утворення: в 1758 році. Сільській раді підпорядковані населені пункти: - с. Перехресне |

## Склад ради

### Керівний склад ради
| ПІБ                     | Основні відомості                                                                                   | Дата обрання | Дата звільнення |
| ----------------------- | --------------------------------------------------------------------------------------------------- | ------------ | --------------- |
| Маротчак Олег Дмитрович | Староста Перехресненського старостинського округу , 1998 року народження, освіта вища, безпартійний | 16.04.2021   |                 |
|                         | |              |                 |

Примітка: таблиця складена за даними джерела

## Населення
Згідно з переписом УРСР 1989 року чисельність наявного населення сільської ради становила 544 особи, з яких 251 чоловік та 293 жінки.
За переписом населення України 2001 року в сільській раді мешкало 518 осіб. 100 % населення вказало своєю рідною мовою українську мову.